# Four Star
Four Star (offiziell 1953 bis 1959 Four Star Productions, 1959 bis 1967 Four Star Television und nach 1967 Four Star International) war eine US-amerikanische Fernsehproduktionsgesellschaft, die 1952 von Dick Powell, David Niven, Charles Boyer, Don Sharpe und William Cruikshank gegründet wurde. Vor allem von 1959 bis 1962 war Four Star unter der Leitung von Dick Powell eines der erfolgreichsten Produktionsunternehmen für das US-amerikanische Fernsehen.

## Geschichte

### Die Anfänge
Four Star entstand beim Versuch von Don Sharpe, die von ihm entwickelte Radioserie Four Star Playhouse ins Fernsehen zu bringen. Die Idee war, dass sich vier Stars in der Serie abwechselten, sodass jeder nur einmal pro Monat auftrat und damit Zeit für andere Verpflichtungen hatte. Zunächst versuchte Sharpe, Dick Powell, Joel McCrea und Rosalind Russell dafür zu interessieren, doch Russell winkte ab und McCreas Interesse an der Serie schwand schnell. Schließlich startete die Serie mit Dick Powell, Charles Boyer und David Niven. Dazu gründeten die drei zusammen mit Don Sharpe und Powells Anwalt William Cruikshank Four Star Productions. Präsident des Unternehmens wurde Don Sharpe.:S. 55–56 Ein vierter Star wurde nicht gefunden. Daher verkündeten sie, der vierte Star solle ein Gaststar werden. Dazu konnten unter anderem Ronald Colman, Merle Oberon, Broderick Crawford und Joan Fontaine gewonnen werden. Ab Mitte der zweiten Staffel übernahm Ida Lupino diese Rolle regelmäßig, wurde aber nie Teilhaberin der Firma.:S. 159
Laut Dick Powell wurde bei Four Star von Anfang an Wert auf Qualität gelegt. Dies war verbunden mit der Hoffnung, dass sich das später auszahlen würde. Im ersten Jahr bedeutete das einen Verlust von 140.000 Dollar, im zweiten arbeiteten sie kostendeckend. Ab 1955 produzierte Four Star mit The Star and the Story eine zweite Serie. Zu dieser Zeit trat Don Sharpe als Präsident ab. Sein Nachfolger wurde William Cruikshank. 1956 brachte Four Star mit Hey, Jeannie! und der Westernanthologie Abenteuer im wilden Westen zwei weitere Serien ins Fernsehen.:S. 58 1957 löste Dick Powell Cruikshank als Präsident ab.

### Unter der Leitung von Powell
Abenteuer im wilden Westen wurde ein Erfolg. Diese Serie und ihre Ableger liefen während des Höhepunkts der Welle von Western im US-amerikanischen Fernsehen. Neben den Westernserien produzierte Four Star zu dieser Zeit auch Krimiserien wie Richard Diamond, Privatdetektiv oder Kein Fall für FBI und Anthologien wie The David Niven Show, sodass Four Star Television, wie die Firma nun hieß, 1959 eine der produktivsten Serienproduzenten war. 1960 liefen zwölf aktuelle Serien im US-Fernsehen, und selbst 1962, mit nur noch sechs Serien, war Four Star das erfolgreichste unabhängige Produktionsunternehmen von Fernsehserien. 1960 ging Four Star an die Börse. In diesem Jahr hatten sie Einnahmen von über 15 Millionen und einen Nettogewinn von über 300.000 US-Dollar. In den beiden folgenden Jahren steigerte sich der Gewinn jeweils deutlich, auch wenn 1962 die Einnahmen zurückgingen.
Im Sommer 1959 stellte Four Star Tom McDermott ein. Er sollte die Leitung der Programmplanung und der Serienproduktion übernehmen, um Powell entlasten, der sich mehr um den Ausbau von Four Star kümmern wollte. Ab Anfang 1961 konzentrierte sich Powell auf Heute Abend Dick Powell. Er strebte nach Anerkennung für diese Anthologieserie und stellte besonders gute Autoren dafür ein. Heute Abend Dick Powell war erfolgreich und kam auch bei den Kritikern, die besonders seine Vorstellungen lobten, gut an.:S. 58–59 1962 trat Powell wegen seiner Krebserkrankung als Präsident zurück:S. 20 und ließ sich im Oktober zum Vorsitzenden des Aufsichtsrates wählen. Tom McDermott wurde sein Nachfolger als Präsident. Anfang Januar 1963 starb Powell.:S. 22

### Der Niedergang
Nach Powells Tod lief Four Star unter der Leitung McDermotts weiter, auch wenn Powells Witwe June Allyson sich laut eigenen Angaben für Aaron Spelling als neuen Präsidenten starkgemacht hatte.:S. 65 Heute Abend Dick Powell lief bis Ende April 1963 mit wechselnden Gastgebern weiter.:S. 168 Die meisten anderen Serien wurden abgesetzt, sodass von den sechs Serien, die Ende 1962 liefen, ein Jahr später nur noch Amos Burke übrig war. Schon 1962 waren die Einnahmen und die Gewinne deutlich zurückgegangen. Trotz steuerfreien Zusatzeinnahmen von 500.000 Dollar aus einer Lebensversicherung für Dick Powell erwirtschaftete Four Star 1963 bereits einen Verlust, der damit begründet wurde, dass nur eine Serie der Firma im Fernsehen lief. Auch die Produktionskosten für The New Robert Taylor Show, einer Serie, die produziert aber dann schnell eingestellt worden war, wurden als Grund genannt. Es sollte aber besser werden, weil Amos Burke verlängert und die neue Serie Gauner gegen Gauner verkauft worden sei. Dies führte tatsächlich zu einem moderaten Gewinn, der aber nicht lange anhielt. 1966 fuhr Four Star wieder Verluste ein und wurde 1967 verkauft. Charles Boyer und David Niven taten nach Powells Tod nichts mehr für die Firma,:S. 164 waren aber durch die Firma sehr viel reicher geworden.

### Nach dem Verkauf
1967 wurde David Charnay Präsident von Four Star, das zu diesem Zeitpunkt schon fast stillgelegt war. Kurz darauf, im Dezember 1967 änderte die Firma ihren Namen, sie hieß nun Four Star International. Unter seiner Führung verdiente die Firma ihr Geld hauptsächlich durch Syndication, es wurden aber auch Fernsehfilme und Fernsehshows wie Hollywood Squares produziert. 1982 verkaufte Charnay seine Anteile an Harry Kyle und half ihm damit bei der Übernahme von Four Star. 1986 kam Four Star unter die Kontrolle von Compact Video, einem Unternehmen, das Videofilme produzierte und vertrieb, doch schon Ende 1987 wurde die Firma nach großen Verlusten zerschlagen. 1993 war Four Star Teil der Andrews Group von Ronald O. Perelman.

## Hintergrund

### Pilotfilme
Ende der 1950er Jahre begannen mehrere Produktionsunternehmen, Kosten für die Pilotfilme, die sie zur Vorstellung neuer Serien benötigten, einzusparen, indem sie sie als Folgen bereits laufender Serien produzierten. Four Star war sehr erfolgreich mit diesem Vorgehen. Powell fand, diese Möglichkeit sollte sehr viel öfter gemacht werden. Anthologie-Serien wie Abenteuer im wilden Westen seien dazu besonders geeignet, da jede Folge ohnehin neue Figuren und ein neues Setting brauchte. So könne im Prinzip jede Folge als Pilotfilm gedreht werden. Da Abenteuer im wilden Westen eine Westernserie war, konnten damit allerdings nur weitere Westernserien eingeführt werden. Eine Anthologie-Serie, die alle Genres erlaubt, wäre dazu laut Powell noch besser geeignet gewesen. Die Westernserien Trackdown, Westlich von Santa Fé, Black Saddle, Johnny Ringo und The Westerner entstanden auf diese Weise. Zudem ist Josh ein Ableger von Trackdown und Law of the Plainsman einer von Westlich von Santa Fé.
Ab 1961 lief mit Heute Abend Dick Powell, eine Anthologie, die alle Genres erlaubte. Dick Powell agierte als Gastgeber und spielte in etwa jeder vierten Folge mit. In den zwei Jahren, in denen diese Serie lief, wurden mehr als ein Dutzend Pilotfilme ausgestrahlt. Daraus entstanden die Serien Saints and Sinners und Amos Burke. Zudem ging die Serie Privatdetektivin Honey West aus Amos Burke hervor.

### Syndication
Four Star hatte schon mehrere Tochterfirmen gegründet, wie zum Beispiel 1959 eine für den Verkauf der Musik aus ihren Fernsehserien. Lange plante Powell, auch eine für den Vertrieb zu gründen, fand aber keine Zeit dazu. Hauptsächlich ging es dabei um die Syndication, also die Zweitverwertung der Fernsehserien durch Verkauf von Lizenzen an Fernsehsender. Kaufangebote für die dazugehörigen Rechte lehnte Four Star ab, da sie es lukrativer fanden, die Syndication selbst zu organisieren. Erst nach der Einstellung McDermotts konnte mit den Vorbereitungen für eine solche Tochterfirma begonnen werden, die 1962 zur Gründung von Four Star Distribution führten. Bald schon wurden erste Lizenzen verkauft, doch dauerte es noch etwas, bis dieses Geschäft richtig anlief. Nach Powells Tod war Syndikation die Haupteinnahmequelle von Four Star.

### Umgang mit den Mitarbeitern
Ab 1959 erwarb Four Star unter Filmstars den Ruf, einen sicheren Weg zu bieten, Fernsehauftritte auszuprobieren. Es hieß, Powell könne jeden Schauspieler, den er wolle, mit einem Anruf bekommen. Obwohl es tatsächlich in einzelnen Fällen so lief, lag das mehr an der Zusammenarbeit mit der William Morris Agency, die viele der eingesetzten Stars vermittelte. Auf der anderen Seite förderte die Firma auch die weitere Filmkarrieren ihrer Besitzer, vor allem die von Powell und David Niven.:S. 58–59 Andere Schauspieler machten sich bei Four Star einen Namen, allen voran Steve McQueen. Aber auch David Janssen und Chuck Connors begannen ihre Karrieren mit Hauptrollen in Serien von Four Star.
Laut Frank Baur, damals stellvertretender Vorsitzender von Four Star, kümmerte man sich besonders um den Stab. Diesen Mitarbeitern wurden gute Aufstiegsmöglichkeiten gewährt. Zudem waren die Budgets für die einzelnen Folgen etwas höher und die Dreharbeiten länger als bei der Konkurrenz üblich. So war Four Star in der Lage, bessere Leute einzustellen. Sam Peckinpah meinte 1978 dazu, er habe nie wieder eine so gute Crew zusammen bekommen wie bei Four Star. In seiner Biografie über Dick Powell schrieb Tony Thomas, Four Star sei ein Paradies für Drehbuchautoren gewesen.:S. 166 Powell setzte sich für seine Autoren ein und verteidigte deren Entwürfe, auch wenn die seinem Weltbild widersprachen, sofern die Autoren leidenschaftlich dahinter standen. Er förderte Blake Edwards, Sam Peckinpah, Bruce Geller und Aaron Spelling und verpflichtete junge Autoren wie Christopher Knopf, Leslie Stevens, Robert Towne, Richard Levinson, William Link und Gene Roddenberry.
Unter der Leitung McDermotts änderte sich das sehr. Laut Christopher Knopf kündigte McDermott Richard Alan Simmons, bestand dagegen auf Vertragserfüllung von Bruce Geller und Bernard L. Kowalski. Er lehnte aber alles ab, was die beiden starten wollten. Knopf wollte er dazu zwingen, die ersten beiden Folgen von Big Valley zu schreiben, nachdem er einen Vorschlag von Knopf zu einer ähnlichen Geschichte abgelehnt hatte. Am Ende schrieb Knopf die Drehbücher unter den Bedingungen, dass er die Figuren aus seinem Vorschlag verwenden dürfe und sein Vertrag bei Four Star danach beendet würde. Peckinpah verließ Four Star bereits im Januar 1963, und auch Spelling wollte ohne Powell nicht mehr bei dem Unternehmen bleiben. Musikdirektor Herschel Burke Gilbert verließ Four Star ebenfalls bald.

## Filmografie (Auswahl)
- 1952–56: Four Star Playhouse
- 1955–56: The Star and the Story
- 1956–57: Hey, Jeannie!
- 1956–61: Abenteuer im wilden Westen (Dick Powell’s Zane Grey Theater)
- 1957–58: Mr. Adams and Eve
- 1957–59: Trackdown
- 1957–60: Richard Diamond, Privatdetektiv (Richard Diamond, Private Detective)
- 1957–60: Alcoa Theatre
- 1958–61: Josh (Wanted: Dead Or Alive)
- 1958–63: Westlich von Santa Fé (The Rifleman)
- 1959: The David Niven Show
- 1959–60: Johnny Ringo
- 1959–60: Black Saddle
- 1959–60: Law of the Plainsman
- 1959–60: Wichita Town
- 1959–61: June Allyson Show (The DuPont Show with June Allyson)
- 1959–62: Kein Fall für FBI (The Detectives)
- 1960: The Westerner
- 1960–61: Ein Fall für Michael Shayne (Michael Shayne)
- 1960–61: Dante
- 1960–61: Stagecoach West
- 1960–61: The Tom Ewell Show
- 1961–62: Target: The Corruptors
- 1961–63: Heute Abend Dick Powell (The Dick Powell Show)
- 1962–63: McKeever and the Colonel
- 1962–63: Ensign O’Toole
- 1962–63: Saints and Sinners
- 1963–66: Amos Burke (Burke’s Law)
- 1964–65: Gauner gegen Gauner (The Rogues)
- 1965–66: Privatdetektivin Honey West (Honey West)
- 1965–66: The Smothers Brothers Show
- 1965–69: Big Valley (The Big Valley)
- 1965–80: Hollywood Squares (Gameshow)
- 1971–74: Polizeiarzt Simon Lark (Dr. Simon Locke)
- 1985–86: Mad Movies with the L.A. Connection